# Callistoleon manselli
Callistoleon manselli är en insektsart som beskrevs av Tim R. New och Matsura 1993. Callistoleon manselli ingår i släktet Callistoleon och familjen myrlejonsländor. Inga underarter finns listade i Catalogue of Life.